# Osowa Góra (Kosowo)
Osowa Góra (dodatkowa nazwa w j. kaszub. Òsowô Góra) – część wsi kaszubskiej Kosowo w Polsce, położona w województwie pomorskim, w powiecie kartuskim, w gminie Przodkowo, na obszarze Pojezierza Kaszubskiego.
W latach 1975–1998 Osowa Góra administracyjnie należała do województwa gdańskiego.